# ASG Juventus de Sainte-Anne
ASG Juventus is een voetbalclub uit Sainte-Anne, een stad in Guadeloupe. De club komt uit in de Division Honneur, de nationale competitie van Guadeloupe. De clubkleuren zijn zwart met wit.

## Behaalde prijzen
Landskampioenschap Guadeloupe (1x)
2000 (van 1954-1987 is nog onbekend)
Coupe de Guadeloupe (6x)
1955, 1958, 1971, 1975, 1976, 1978,

## Bekende (ex-)spelers
- Kevin Delannay
- Marius Trésor